# Heinrich Lauenburg
Heinrich Lauenburg (* 27. August 1832 in Bützow, Mecklenburg; † 15. Januar 1890 in Berlin; vollständiger Name: Heinrich Christian Johann Lauenburg) war ein deutscher Architekt und Bauunternehmer.

## Werdegang

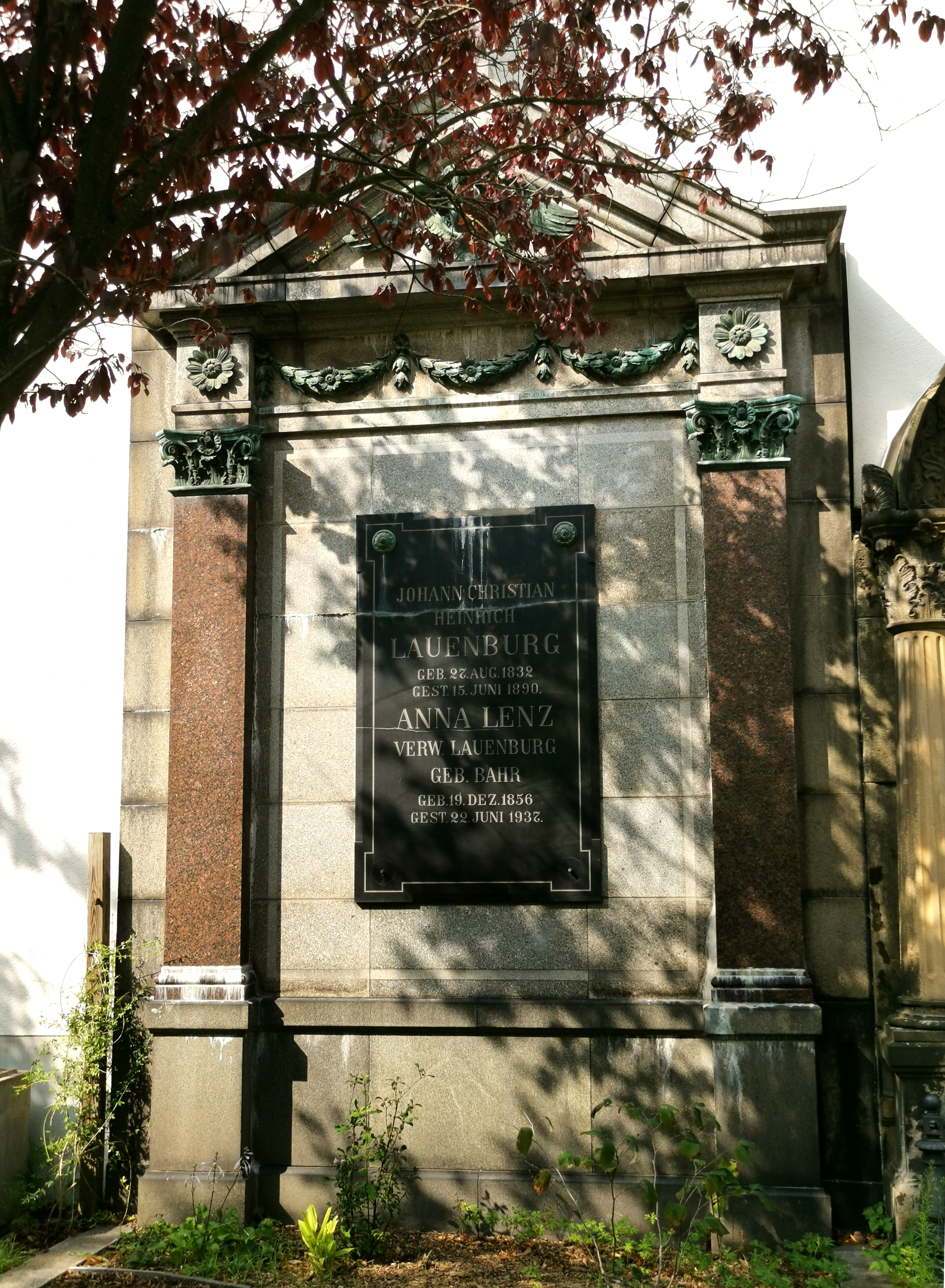
Grabmal auf dem Alten Zwölf-Apostel-Kirchhof in Berlin (Abteilung EW-R-113/114)

Heinrich Lauenburg wurde in Bützow als Sohn des Maurermeisters (Johann) Ernst Franz Lauenburg (1802–1870) und dessen Ehefrau (Maria) Dorothea Lauenburg geb. Engel (1805–1864) geboren. Nach dem Abschluss seiner Maurerlehre, die er im Betrieb seines Vaters absolvierte, widmete er sich ab dem Jahr 1849 dem Eisenbahnbau in Mecklenburg. Von 1853 bis 1860 setzte er seine Ausbildung an der Berliner Bauakademie fort, wo er erfolgreich die Privat-Baumeisterprüfung ablegte. Im Jahr 1855 trat er dem Architekten-Verein zu Berlin (AVB) bei und wurde dort 1859 mit dem Schinkelpreis für seinen Entwurf Parlamentshaus in Preußen ausgezeichnet.
Ab 1859 war er Inhaber eines Baugeschäfts in Berlin, das vorwiegend Staatsbauten ausführte, u. a. den Bau des provisorischen Reichstags an der Leipziger Straße. Das nach seinem Tod unter gleicher Firma weitergeführte Baugeschäft errichtete noch zahlreiche Gebäude in Berlin.

## Bauten (Auswahl)
- 1864: Haus des Handwerkervereins in Berlin, Spandauer Vorstadt, Sophienstraße 15 (zusammen mit Bernhard Kolscher, 1904 wegen Bauschäden aufgegeben)
- 1864: Innenausbau des Roten Rathauses in Berlin (zusammen mit Kolscher)[2]
- 1872–1875: Palais des Fürsten von Pleß in Berlin, Friedrichstadt, Wilhelmstraße (nach Entwurf von Gabriel-Hippolyte Destailleur; um 1910 abgebrochen)
- 1875: Mehrfamilienhaus in Berlin, Schöneberger Vorstadt (später Bezirk Berlin-Schöneberg), Kurmärkische Straße 11/13 / Zietenstraße 1 (unter Denkmalschutz)[3]